# Panzer IV
Panzerkampfwagen IV (PzKpfw IV), cunoscut ca Panzer IV a fost un tanc dezvoltat de Germania nazistă și utilizat pe scară mare în Al Doilea Război Mondial. A fost proiectat la început pentru sprijinul infanteriei, pentru a lucra împreună cu Tancul mediu Panzer III.
Îmbunătățind blindajul și armamentul a putut să devină un tanc de luptă activ. Panzer IV a fost tancul cel mai comun în al doilea război mondial și a fost folosit ca bază pentru alte vehicule de luptă. La sfârșitul războiului se construiseră aproximativ 9.000 Panzer IV.

## Istoria
Panzer IV era un tanc majoritar în unitățile de tancuri germane, fiind produs și folosit pe toate teatrele de luptă din timpul războiului. Proiectul a fost îmbunătățit de mai multe ori ca să facă față noilor amenințări inamice.
Pe 11 ianuarie 1934 sub indicațiile lui Heinz Guderian, Departamentul de Arme al Armatei a elaborat planurile pentru un tanc mediu cu o greutate de maxim 24 tone și o viteză de 35 km/h. A fost proiectat ca ajutor  și armă anti-infanterie, folosind un tun de calibru mare și viteză lentă. Dar nu se putea infrunta cu tancurile inamice în condiții de egalitate.
Krupp, Rheinmetall și MAN au construit prototipuri, care au fost probate în 1935. Ca rezultat al probelor, proiectul Krupp a fost selecționat pentru a fi produs în masă. Primul Panzer IV a ieșit de pe linia de montaj în octombrie 1937 și s-au construit un total de 35 în următoarele șase luni.
Între 1937 și 1940 s-a încercat să se creeze un nou tip de vehicul de luptă hibrid, între Panzer IV de uzinele Krupp și Panzer III de Daimler-Benz , dar fără succes. Chiar și așa ambele modele împărțeau mare cantitate de piese.
Panzer IV s-a proiectat la început pentru a face față infanteriei și fortificații în timp ce Panzer III se înfrunta cu unitățile inamice blindate. Cu acest scop a fost echipat cu tunul KwK 37 L/24 de 75 mm, care era efectiv contra obiectivelor ușoare, dar nu putea penetra blindajul. Avea precizie slabă, pentru că tunul era foarte scurt, (1,8 m), datorită micii viteze de ieșire a proiectilului. În comparație cu tunul L/48 era dublu de larg (3,6 m).
Experiența în luptă a arătat ca tunul L/60 de 50 mm montat pe ultimele modele Panzer III era ineficient contra tancurilor inamice la mare distanță. Panzer III luptau contra T-34 sovietice și M4 Sherman  ale Statelor Unite, care aveau tunuri de 75 sau 76 mm.
Proiectul Panzer IV deja folosea tunul de 75 mm și a fost alegerea pentru dezvoltarea următorului tanc de mărime medie. Cum Wehrmacht  avea nevoie de un tanc cu bune capacități anti-tanc pentru a se înfrunta cu T-34, producția modelului F Panzer IV a fost îmbunătățită ca să poarte un nou tun mai puternic, de L/43 de 75 mm. Sistemul roților de asemenea a fost modificat pentru a folosi șenile mai late ca să suporte greutatea noului tun.

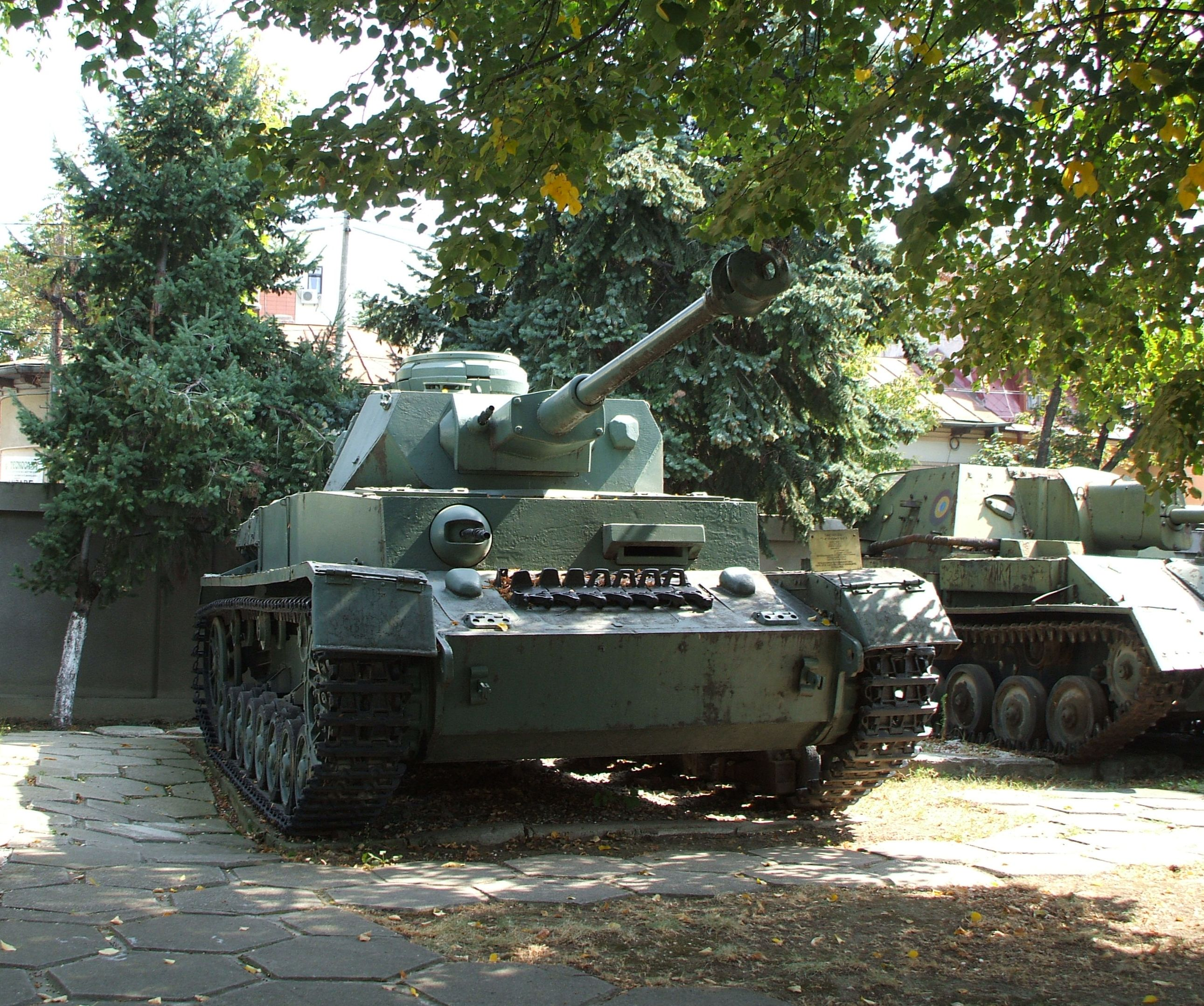
Tanc T4 (Panzer IV Ausf. J) expus la Muzeul Militar Național din București.

Aceste schimbări au avut efecte și la numele tancurilor. Vechile Panzer IV F, echipate cu L/24 au fost numite Panzer IV F1 și noile echipate cu L/43 numite Panzer IV F2. Panzerul IV F2 a fost numit posterior Panzer IV G și producția a continuat cu acest nume. La sfărșitul anilor 1942 tunul tancului Panzer IV G a fost schimbat cu unul mai mare, L/48 de 75 mm. Modelele vechi au fost îmbunătățite pentru a mări eficiența în luptă.
Aceste îmbunătățiri au permis tancului Panzer IV să mențină la distanță tancurile cu proiecte moderne ca Sherman și T-34. Producția a continuat și a fost intensificată, în accelași timp tancul mediu mai eficient Panther  întra în serviciu, datorită costului scăzut de producție și înaltei eficiente.

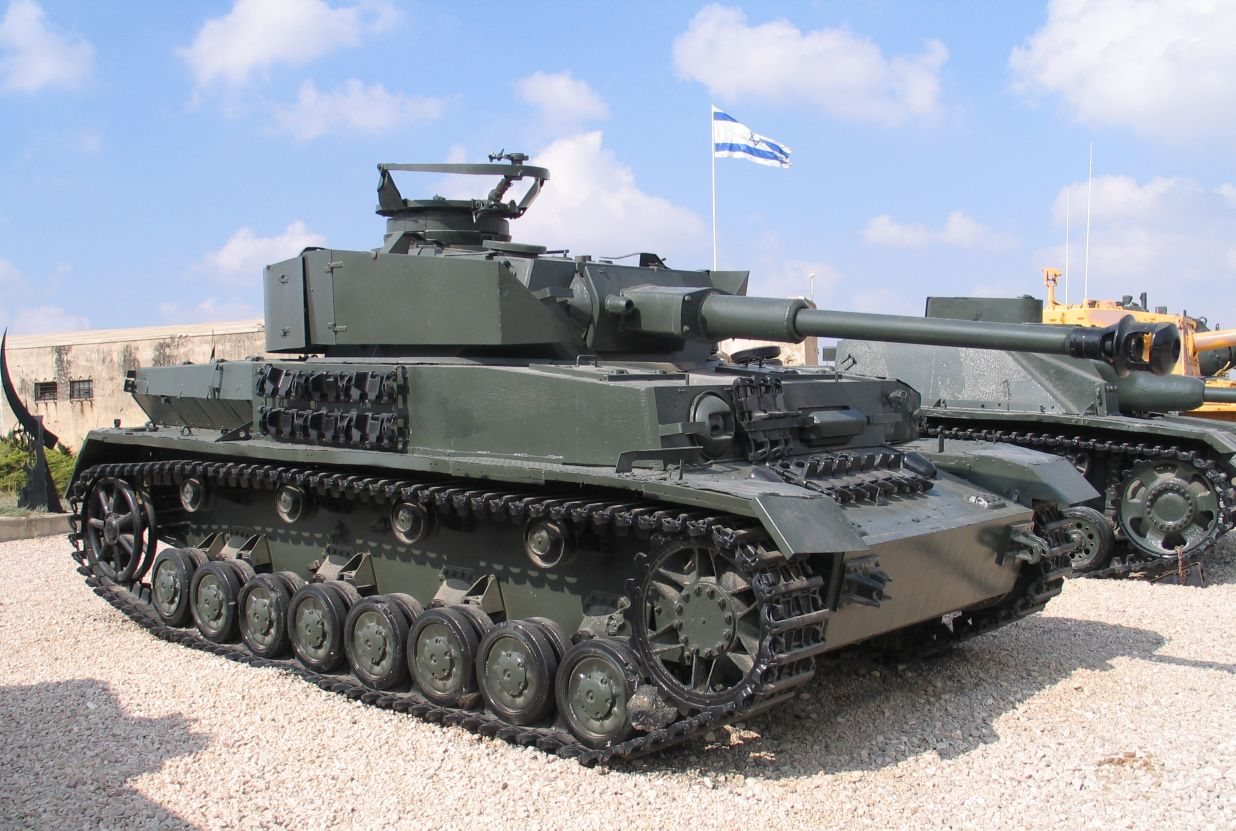
Panzer IV G capturat în Războiul de Şase Zile

Aliații Germaniei au primit mici cantități de Panzer IV. Bulgaria a primit 88 vehicule și le-a folosit contra germanilor la sfârșitul anilor 1944. Finlanda a cumparat 15 Panzer Ausf. J care au ajuns prea târziu pentru a fi utilizate în Războiul de continuare împotriva sovieticilor (1941-44) sau contra trupelor germane în Războiul din Laponia (1944-45), au fost folosite ca vehicule de antrenament până în 1962. Alte țări ca România, Ungaria, Spania și Iugoslavia au primit Panzer IV. 
România a primit din Germania un număr total de 138 tancuri Panzer IV** denumite T IV în armata română. Dintre acestea 11 erau modelul G, livrate de Germania în septembrie-octombrie 1942, înaintea bătăliei de la Cotul Donului, iar restul de 127 erau modelele H si J (posibil si modelul anterior G) livrate în intervalul noiembrie 1943 -august 1944. Majoritatea acestor blindate au fost pierdute în luptele duse pe frontul de est, în primăvara și vara anului 1944, iar un număr redus care au supraviețuit au luptat și pe frontul de vest, în Transilvania, Cehoslovacia și Austria. La sfârșitul războiului doar două tancuri T IV mai erau funcționale, participând la parada militara din 23 august 1945.
În anii 1950/1960, Siria a cumpărat mai multe zeci de Panzer IV din Uniunea Sovietică, Franța, Cehoslovacia și Spania, au fost utilizate împotriva Iordaniei în 1965 și în Războiul de Șase Zile în 1967.

## Bibliografia
- Bryan Perrett, Jim Laurier - Panzerkampfwagen IV Medium Tank 1936–45, 1999 Osprey Publishing (New Vanguard 28).
  - Walter J. Spielberger, Hilary L. Doyle, Tom Jentz - Panzer IV und seine Abarten, 2010 Motorbuch Verlag spezial.